# Паліївка (зупинний пункт)
Палі́ївка — пасажирський залізничний зупинний пункт Жмеринської дирекції Південно-Західної залізниці на лінії Жмеринка-Подільська — Могилів-Подільський між станціями Бар (3 км) та Копай (23 км). Розташований між селами Мирне та Затоки Жмеринського району Вінницької області

## Пасажирське сполучення
Через зупинний пункт прямують дизель-поїзди за напрямком Жмеринка — Могилів-Подільський, проте не зупиняються. Найближча залізнична станція, де зупиняються приміські поїзди — Бар (3 км).